# Richard de Clare, 3. Earl of Hertford

Wappen der Familie Clare

Richard de Clare, 3. Earl of Hertford (auch Earl de Clare genannt; * um 1153; † zwischen 30. Oktober und 28. November 1217 in Oxfordshire, England) war ein englischer Magnat.

## Herkunft
Richard entstammte der anglonormannischen Familie Clare. Er war der zweite Sohn von Roger de Clare, 2. Earl of Hertford und von dessen Frau Maud de St Hilary, damit gehörte er dem jüngeren Familienzweig aus Tonbridge an.

## Oberhaupt der Familie Clare
Als Gilbert de Striguil, 3. Earl of Pembroke, der minderjährige Erbe von Richard Strongbow vom walisischen Hauptzweig der Familie 1185 ohne Nachkommen starb, wurde Richard bis zu seinem Tod das Oberhaupt der Familie Clare. Von seinem Vater hatte er nach dessen Tod 1173  Tonbridge Castle und die Besitzungen der Familie in England geerbt. Richard de Clare nahm an der Krönung des englischen Königs Richard I. am 3. September 1189 in Westminster teil. Der König, der dringend Geld für seinen Kreuzzug benötigte, übergab Richard im selben Jahr die Hälfte der Besitzungen der Familie Giffard, den Earls of Buckingham. Dieser Besitz war nach dem Tod des letzten Earls Walter Giffard 1164 zunächst als heimgefallenes Lehen an die Krone gefallen. Richard de Clare hatte ebenso wie seine Cousine Isabel, die Tochter von Richard Strongbow und Ehefrau von William Marshal, als Nachfahre von Rohese Giffard, einer Tante von Walter Giffard und Ehefrau von Richard de Bienfaite einen Anspruch auf das Erbe, so dass schließlich das Erbe zwischen Richard und Isabell geteilt wurde. 1195 konnte er nach dem Tod seiner Mutter Maud seinen Erbanspruch auf die Herrschaft St Hilary durchsetzen, obwohl seine Mutter aus ihrer zweiten Ehe mit William d’Aubigny, 2. Earl of Arundel ebenfalls einen Sohn hatte. Das Erbe, für das er die hohe Gebühr von £ 360 an den König zahlen musste, umfasste Besitzungen in Norfolk und Northamptonshire, die später in der Herrschaft Clare aufgingen. Nach der Eroberung der Normandie durch den französischen König im Französisch-Englischen Krieg verlor er 1204 endgültig die Besitzungen seiner Familie in der Normandie. Die größte Erweiterung des Familienbesitzes entstand durch seine Heirat mit Amicia FitzWilliam, der zweiten Tochter von William, Earl of Gloucester und von Hawise de Beaumont. Amicia wurde nach dem Tod ihres Vaters 1183 mit ihren beiden Schwestern Miterbin des umfangreichen Erbes ihres Vaters, das über 260 knights’ fees in England sowie umfangreichen Grundbesitz in Wales und in den Welsh Marches umfasste. Wegen der unruhigen Lage in Südostwales verwaltete König Heinrich II. die walisischen Ländereien jedoch vorerst selbst und übergab sie dann seinem jüngsten Sohn Johann Ohneland, der 1189 auch Amicias Schwester Isabell heiratete. Richards Frau Amicia überlebte jedoch ihre Schwestern, die beide kinderlos geblieben waren, und nach dem Tod von Isabel konnte Richard wenige Wochen vor seinem eigenen Tod seinen Anspruch auf einen Teil des Erbes einfordern. Er erlebte nicht mehr die Bestätigung des Erbes und der Titel, doch sein Sohn Gilbert wurde Earl of Gloucester sowie Lord von Glamorgan und Gwynllŵg in Südostwales.

## Politische Rolle
Trotz seines großen Grundbesitzes, den er durch die Erbschaften erheblich erweitern konnte, spielte Richard politisch unter den Königen Heinrich II. und Richard I. keine bedeutende Rolle. Als einer der reichsten Adligen Englands nahm er an der Krönung von König Johann Ohneland am 27. Mai 1199 teil. Auch bei der Huldigung des schottischen Königs Wilhelm I. in Lincoln war er anwesend. Erst 1215, während der Rebellion der Barone gegen König Johann, die zur Anerkennung der Magna Carta durch den König führte, spielte er eine größere Rolle. Er wird als einer der 25 Barone genannt, die die Einhaltung der Bestimmungen der Magna Carta überwachen sollten. Dies verdankte er jedoch wohl weniger seinen persönlichen Fähigkeiten als der Bedeutung seiner Familie. Da er und sein Sohn Gilbert während des anschließenden Kriegs der Barone weiterhin auf der Seite der rebellierenden Barone standen, eroberte der König im Dezember 1215 Tonbridge Castle und erklärte Richard seiner Besitzungen in Cambridge, Norfolk, Suffolk und Essex für verlustig. Diese vergab er an Robert de Betun. Als Rebell gegen den König wurden Richard und sein Sohn vom Papst exkommuniziert. Nach dem Tod von König Johann und dem Sieg der königlichen Partei in der Schlacht von Lincoln im Mai 1217 verhandelte er mit dem Regenten William Marshal in Gloucester und erkannte er jedoch dessen Sohn Heinrich als neuen König an. Nach dem am 30. September 1217 geschlossenen Frieden von Lambeth erhielt Richard de Clare seine beschlagnahmten Besitzungen zurück.

## Familie und Nachkommen
Aus seiner um 1172 erfolgten Heirat mit Amicia FitzWilliam hatte Richard mehrere Kinder, darunter:
- Gilbert de Clare (* 1180 in Hertford, Hertfordshire; † 25. Oktober 1230), 4. Earl of Gloucester, 4. Earl of Hertford
- Maud (Matilda) de Clare (* 1184 in Lincoln, Lincolnshire; † nach 1220)

1. ⚭ Sir William de Braose, Sohn von William de Braose und Maud de St Valery,
2. ⚭ Rhys Gryg († 1234), Sohn von Lord Rhys, Fürst von Deheubarth

- Richard de Clare (* 1184 in Hertford; † 4. März 1228 in London)

Wegen zu naher Blutsverwandtschaft befahl Papst Innozenz III. 1198 die Scheidung. Ab 1200 lebte Amicia zurückgezogen, vermutlich in Clare in Suffolk.